# مرکز پخش ان‌اچ‌کی

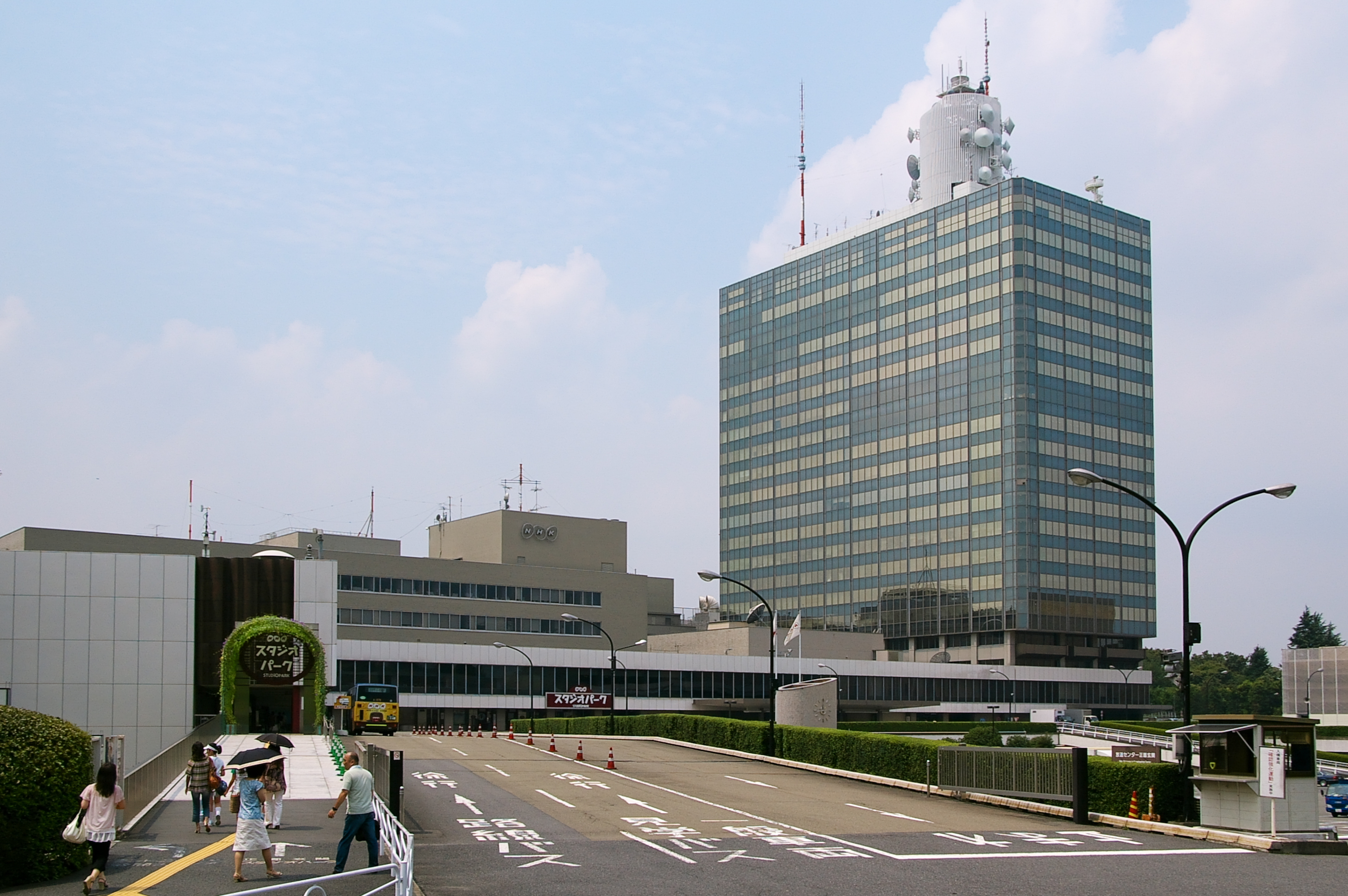
مرکز پخش ان اچ کی در شیبویا

مرکز پخش ان اچ کی (به ژاپنی: NHK放送センター NHK Hōsō Sentā) (به انگلیسی: NHK Broadcasting Center) مقر اصلی شبکه تلویزیونی ان اچ کی و شبکه جهانی رادیوی ان اچ کی است که در منطقهٔ شیبویا در توکیو پایتخت ژاپن واقع شده‌است. مرکز پخش ان اچ کی در سال ۱۹۷۳ میلادی افتتاح شده و شامل فضاهای اداری، استودیوهای، مغازه‌ها، موزهٔ ان اچ کی است و یکی از جاذبه‌های گردشگری برای دانش آموزان و گردشگران محسوب می‌شود. یکی از سالن‌های نمایشی بزرگ ان اچ کی بنام ان اچ کی هال در مجاورت مرکز پخش ان اچ کی قرار دارد و بسیاری از کنسرت های ان اچ کی در این سالن برگزار و فیلم‌برداری می‌شود. 
مرکز پخش ان اچ کی همچنین میزبان تعدادی از رسانه‌های بین‌المللی، از جمله شبکه تلویزیونی KBS از کره جنوبی، شبکه تلویزیونی CCTV از چین، شبکه تلویزیونی ABC از ایالات متحده، و شبکه تلویزیونی ABC از استرالیا می‌باشد.

## دسترسی
- ایستگاه شیبویا